# Evelyn Hart
Evelyn Ann Hart (Toronto, 4 aprile 1956) è un'ex ballerina canadese, prima ballerina del Royal Winnipeg Ballet dal 1979 al 2005.

## Biografia
Evelyn Hart ha cominciato a studiare danza alla Scuola Nazionale di Danza dell'Ontario, per poi perfezionarsi alla Scuola del Royal Winnipeg Ballet. Nel 1976 è stata scritturata dal Royal Winnipeg Ballet, di cui ha scalato rapidamente i ranghi, venendo promossa al rango di solista nel 1978 e prima ballerina nel 1979. L'anno seguente è diventata la prima canadese a vincere il Concorso Internazionale di Danza a Varna.
Ha lasciato il Royal Winnipeg Ballet nel 2005 e ha dato il suo addio alle scene l'anno successivo.

## Videografia
- Il Lago dei Cigni - Evelyn Hart/Peter Schaufuss (Danish Radio Symphony Orchestra) 2009

## Riconoscimenti
- Premio Actra assegnato al miglior artista di spettacoli televisivi (1988)
- Gemini Award per Il Lago dei Cigni 2005), film diretto da Veronica Tennant
- Premio del Governatore Generale per le arti (2001)